# Compatibles PC Magazine
Compatibles PC Magazine plus couramment intitulé PC Magazine est un magazine mensuel publié initialement par Sepcom, paru pour la première fois en 1987. Il fut l'un des premiers magazines dédiés aux ordinateurs PC diffusé en France.
Il y eut différentes accroches : « Choisir, comprendre, maîtriser votre PC », « Le n°1 de la presse PC », etc. 

## Historique
Le titre PC Magazine est celui d'un important magazine informatique américain, édité par Ziff Davis. À l'époque, ce titre n'est pas déposé en France. La société Sepcom qui cherche à remplacer son titre phare Amstrad Magazine sur le déclin a d'abord cherché à concevoir un titre dédié aux Amstrad PC. Après quelques essais, c'est finalement le titre Compatibles PC Magazine qui est retenu, et utilisé. Ce choix obligera ultérieurement la société Ziff Davis, à lancer son propre titre PC Magazine en France sous le nom de PC Expert.
Dans ses premiers numéros, le titre est assez pauvre. Édité en monochromie pour une large part, il inclut des tests de produits, des rubriques pratiques autour du PC et des sections d'informations sur les nouveautés du marché. Il va être publié dans cet état plusieurs années, avant d'adopter lors d'une nouvelle formule éditoriale. Cette nouvelle formule plus élaborée (rubriques plus techniques, section pratiques pointues, introduction d'un cahier consumériste) marque l'envol du titre qui approchera rapidement les 100 000 exemplaires vendus mensuellement.
À partir de 1992, la pagination de PC Magazine atteindra régulièrement 400 pages, dont 40 % de publicité, comme pour le reste du secteur. 

### Ligne éditoriale
À partir de 1990, PC Magazine adopte une ligne éditoriale résolument axée vers l'information de l'utilisateur PC expérimenté. De nombreuses enquêtes permettent de révéler des scoops (comme un dossier complet sur Windows 3.1 -petite révolution pour l'époque- avant sa présentation officielle) qui dynamisent les ventes du titre. PC Magazine est aussi l'un des premiers à présenter le nouveau système Windows 95, ou encore les processeurs Pentium d'Intel. 
Dès 1991, pour tenter de s'adapter à l'évolution des titres informatiques qui investissent massivement dans des laboratoires de tests de plus en plus sophistiqués, Sepcom structure une petite équipe capable de mener des comparatifs d'envergure sur des machines, des logiciels, où des périphériques. On ne pourra néanmoins jamais véritablement parler de laboratoire comme ceux déployés par le groupe Test ou encore par Ziff Davis pour PC Expert et PC Direct. Alors que ces grands laboratoires employaient parfois plusieurs dizaines de personnes, à son apogée, l'équipe de test permanente du titre comprenait 2 personnes, mais employait de nombreux et dynamiques pigistes, permettant d’avoir une vue non stéréotypé du matériel prêté par les différents constructeurs et éditeurs.
Ces moyens limités n'ont néanmoins jamais empêché PC Magazine d'être un titre apprécié de ses lecteurs pour la qualité de ses informations, et leur aspect très technique. 

### Hors série et thématiques
De très nombreux hors-séries et thématiques furent publiés autour de PC Magazine. Les sujets concernèrent aussi bien la finance (Hors Série Finance et bourse) que la construction de PC ou encore les comparatifs matériels.

### Contenu annexe
Dès ses débuts, PC Magazine fut livré avec une disquette contenant divers utilitaires et outils de téléchargement pour le site minitel du titre. Ce média était assez réputé pour ses contenus dits coquins... Il fut rapidement livré avec un CD-ROM. De nombreuses opérations promotionnelles spectaculaires furent menées avec ces supports (livraison en version complète de la suite bureautique Lotus Smart Suite en 1998, ou encore de Power Translator Pro la même année).

## Journalistes
De nombreux journalistes scientifiques et techniques on fait leurs premières armes au sein de PC Magazine et des publications du groupe "Sepcom" en général, c'est le cas par exemple de Cédric Ingrand qui est aujourd'hui chroniqueur sur TF1. 
De Philippe Le Vaillant (passé en 2001 chez VNU (Nielsen Company) à la fermeture de la Société d'édition Sepcom) qui avait inauguré et porté le projet d'un service de web télévision diffusé sur le site Internet du magazine en 1997 et présent aussi sur son CD Rom.
L'écrivain et journaliste français Daniel Ichbiah, spécialisé dans les jeux vidéo, le multimédia, la musique et la robotique a également collaboré à de très nombreuse reprises à ce journal, ainsi qu'à d'autres publications du groupe Sepcom durant les années de 1995 à 2000.
L'auteur d'ouvrages de vulgarisation informatique Eric Charton, aujourd'hui chercheur en informatique, a également collaboré à ce magazine dès son premier numéro avant d'en devenir Rédacteur en Chef fin 1992.